# Via Iniziatica
Nell'esoterismo si definisce Via Iniziatica il Sentiero Maestro (o la Via degli "Iniziati") che porta ogni essere alla vera Conoscenza della realtà, priva di dogmi o visioni parziali derivanti da un'epoca o da un luogo.

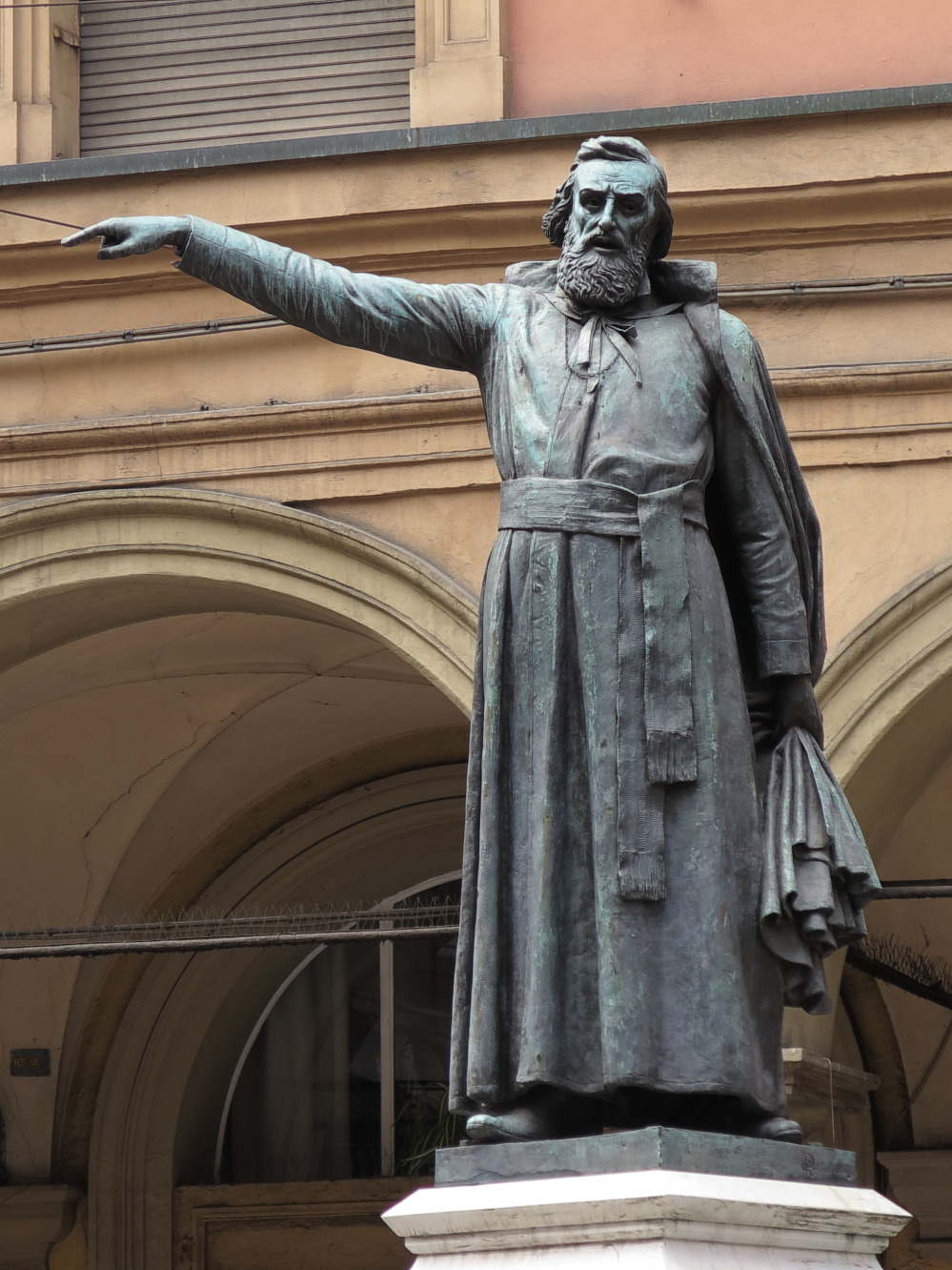
Maestro che indica la via.

La Via è anche il termine con il quale si designa l'Insegnamento dei Grandi Iniziati (come Krishna, il Budda, Gesù etc.).

## Uso del termine
L'uso del termine «via» per indicare il cammino da percorrere nell'approcciarsi al sacro si basa in genere sul presupposto di una netta separazione tra mondo profano e mondo divino, dovuta al fatto che, come afferma Eliade, «in seguito a una colpa rituale le comunicazioni tra il cielo e la terra sono state interrotte, e gli Dèi si ritirarono nei cieli più alti».
La distanza tra le due dimensioni, in quest'ottica, non può essere colmata se non a prezzo di un sacrificio rituale che assuma i tratti di un percorso simbolico con cui si abbandoni il proprio status di imperfezione per essere ammessi oltre la soglia che divide la realtà spirituale da quella fisica.
Ogni via iniziatica necessita quindi essenzialmente di un rito di passaggio.
(Mircea Eliade, Il mito dell'eterno ritorno, pag. 35, trad. it. di Giovanni Cantoni, Bologna, Boria, 1975)

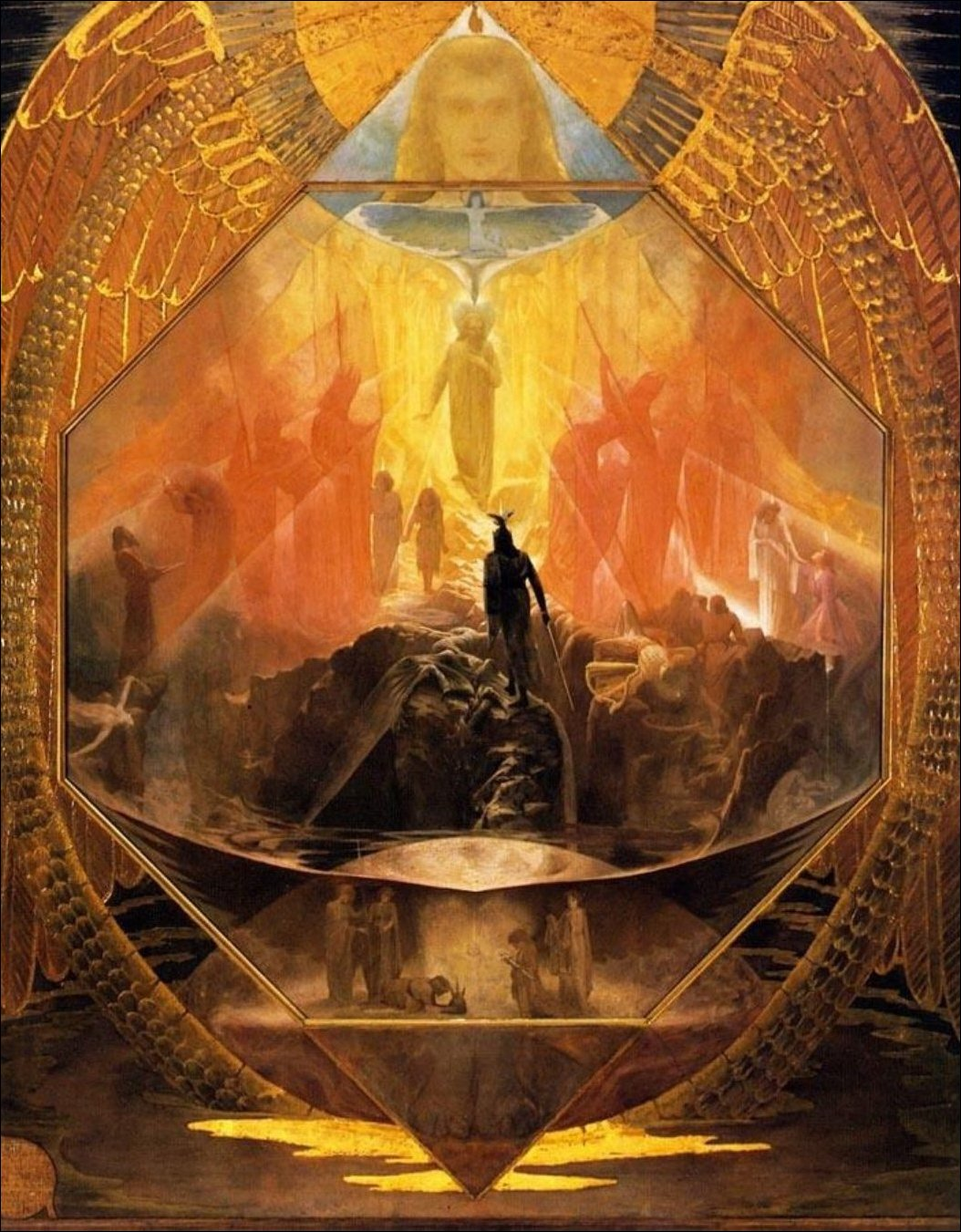
The Path, di Reginald Machell (1895 circa), ispirato al percorso iniziatico della dottrina teosofica.

In ambito teosofico, Leadbeater si riferisce al sentiero iniziatico come ad un processo evolutivo di più gradi o tappe, già attraversato lungo varie incarnazioni terrene da uomini ora divenuti perfetti, definiti «Maestri di Saggezza» che sono ascesi a livelli superiori dell'essere, e che hanno ispirato la fondazione della stessa Società Teosofica, la quale ne ha rivelato l'esistenza: «essi risplendono come luminosi fari per mostrarci la via da seguire se vorremo raggiungere la gloria che sarà ben presto rivelata».
Sul piano linguistico e semantico, invece, l'esoterista René Guénon tiene a sottolineare come l'espressione «via iniziatica» sia da contrapporre alla via mistica, sostenendo che si tratta di due percorsi non solo divergenti, ma persino imcompatibili l'un l'altro: mentre il misticismo appartiene all'ambito religioso ed essoterico, dal quale riceve passivamente ogni sorta di influsso senza capacità di discriminazione autonoma, la via iniziatica presuppone l'attiva intraprendenza dell'individuo, che si assume la responsabilità della propria realizzazione, pur servendosi di strumenti messi a disposizione da una Tradizione in questo caso di natura esoterica.
Un'analoga differenza tra via iniziatica e approccio religioso si ritrova nei testi del Gruppo di Ur, raccolti nei volumi intitolati Introduzione alla Magia, dove si ricorre alla distinzione tra «via secca» e «via umida» propria della terminologia alchimistica. Questi due modi di procedere dell'opera alchemica, che si riferiscono di norma all'ambito chimico-spagirico, hanno tuttavia presumibilmente anche un significato ermetico, estendibile per analogia a quello psichico e spirituale.
Nel Gruppo di Ur la via secca consiste nella via iniziatica per eccellenza, l'umida in quella mistica. I due sentieri sono inoltre accostabili alla via della mano sinistra e della mano destra, che però appartengono propriamente al contesto della magia e del tantrismo dove hanno dei loro significati peculiari, sebbene in Julius Evola quella della mano sinistra abbia natura secca, e anzi venga definita ultrasecca.

### Via secca

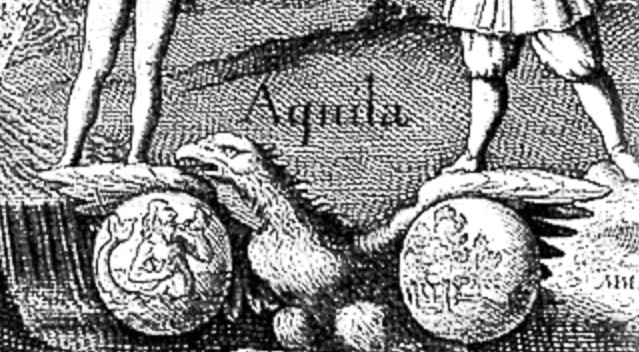
L'aquila, uno dei simboli della via secca, la quale per Evola è contraddistinta dal colore rosso, simbolo di regalità.

La via secca, di natura solare e maschile, si basa sul regime del fuoco per separare dalla materia grossolana la sua componente eterea. Nell'occultismo rappresenta la via magica e iniziatica propriamente detta.
Secondo il linguaggio alchemico evoliano, essa non passa attraverso la fase del nero o della mortificazione, ma opera con un mercurio «igneo» (), cioè un elemento contenente già il fuoco e che normalmente invece è allo stato liquido, ricorrendo al «potere purificatore del salnitro».
Su un piano ermetico metaforico, è la via dell'azione diretta, propria del guerriero, e per questo più rapida, ma anche più pericolosa, che privilegia l'aspetto sulfureo e volitivo, ossia la determinazione e la dedizione eroica al sacro.
A differenza della via umida, in cui ci si pone di fronte a un essere trascendente come Dio o un Maestro, in quella secca l'Io si identifica col principio superiore stesso, fortificando in sé questo «Altro» dalla cui altezza possa tenere sotto controllo gli impulsi naturali della parte più bassa, esercitando progressivamente un distacco dalla vita degli istinti, dei sentimenti e dei pensieri consueti, e diventando così autosufficiente. A questo punto, il percorso può essere anche accelerato dal ricorso alle cosiddette «acque corrosive» o «solventi».

### Via umida

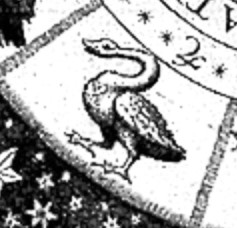
Il cigno, uno dei simboli della via umida, contraddistinta dal bianco, simbolo della casta sacerdotale.

La via umida, di natura lunare e femminile, si basa invece sul regime dell'acqua per separare dalla materia grossolana il suo aspetto sottile. In senso analogico consiste nel tipico cammino religioso e mistico, praticato ad esempio dagli asceti.
In essa si opera col mercurio semplice (), passando per tutte le fasi dell'opera alchemica, e procedendo in genere per «de-sulfurazione del cinabro».
Su un piano metaforico, l'Io in questo percorso assume un atteggiamento umile e passivo, mortificando se stesso al cospetto di Dio o di un Essere trascendente. Si tratta di una via lenta, più sicura della secca, ma anch'essa non priva di pericoli, in quanto si resta identificati nella coppa o falce lunare che accoglie il Sole, rischiando di percepire quest'ultimo sempre come estraneo e «altro» da sé.
Anziché una via della coscienza, essa è pertanto una via del sentimento, più affine alle qualità dell'anima che dello spirito, caratterizzata da dipendenza e bisogno d'amore, e in cui si può smarrire lo stato di veglia divenendo preda di impulsi medianici o sonnambolici.